# Absidia schoenherri
Absidia schoenherri är en skalbaggsart som först beskrevs av Pierre François Marie Auguste Dejean 1837.  Absidia schoenherri ingår i släktet Absidia, och familjen flugbaggar. Arten är reproducerande i Sverige.